# Malta (ostrov)
Malta je největší ze tří hlavních ostrovů tvořících Maltské souostroví. Malta leží uprostřed Středozemního moře na jih od Itálie a na sever od Libye. Ostrov je dlouhý 27 km a široký 14,5 km, s celkovou plochou 246 km². Hlavním městem je Valletta, největším městem ostrova je Birkirkara. Osídlení ostrova se skládá z mnoha malých měst, která dohromady tvoří jednu velkou urbanistickou zónu s počtem obyvatel 409 259. V krajině převládají nízké pahorky s terasovitými poli.

## Historie

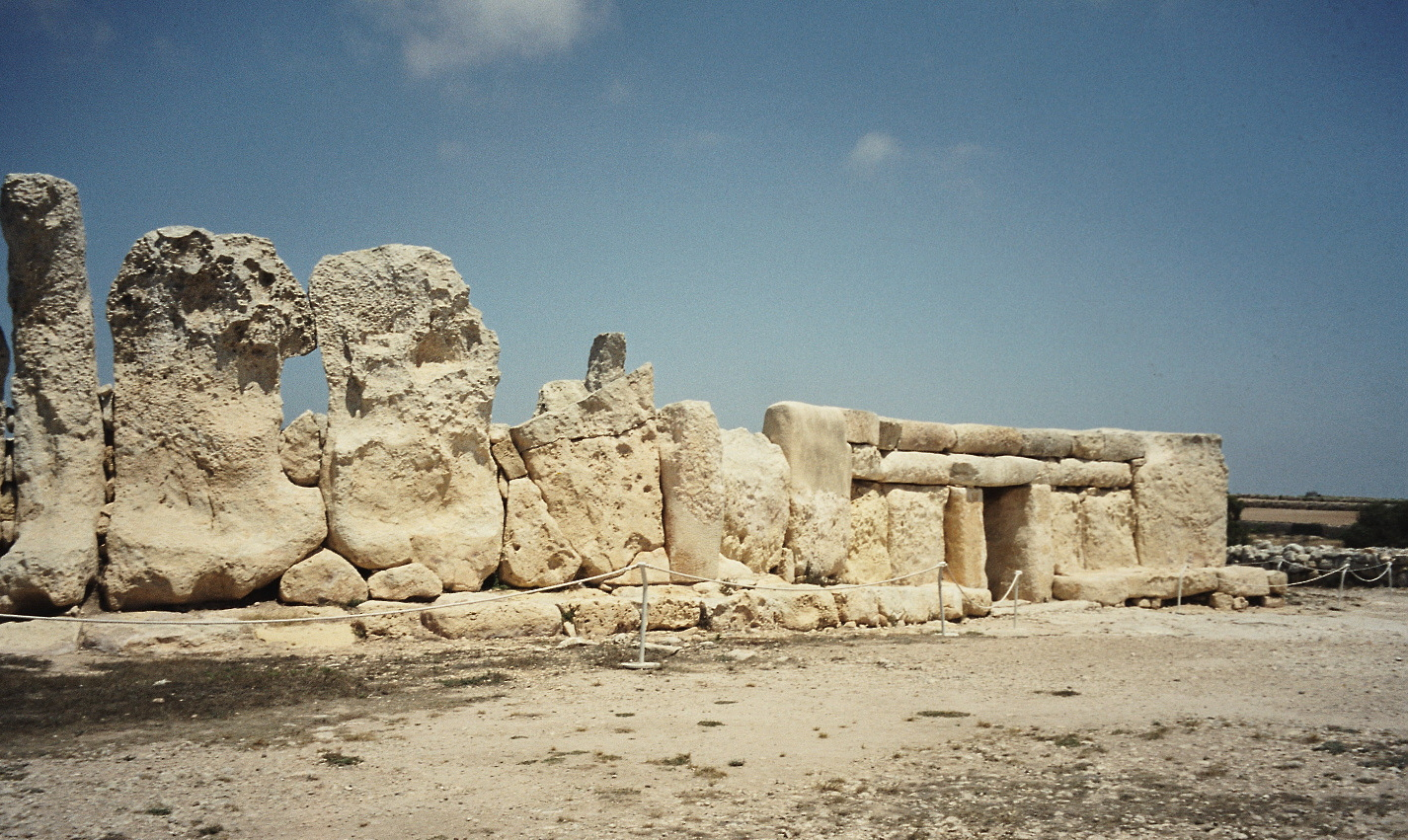
Megalitický chrám Ħaġar Qim

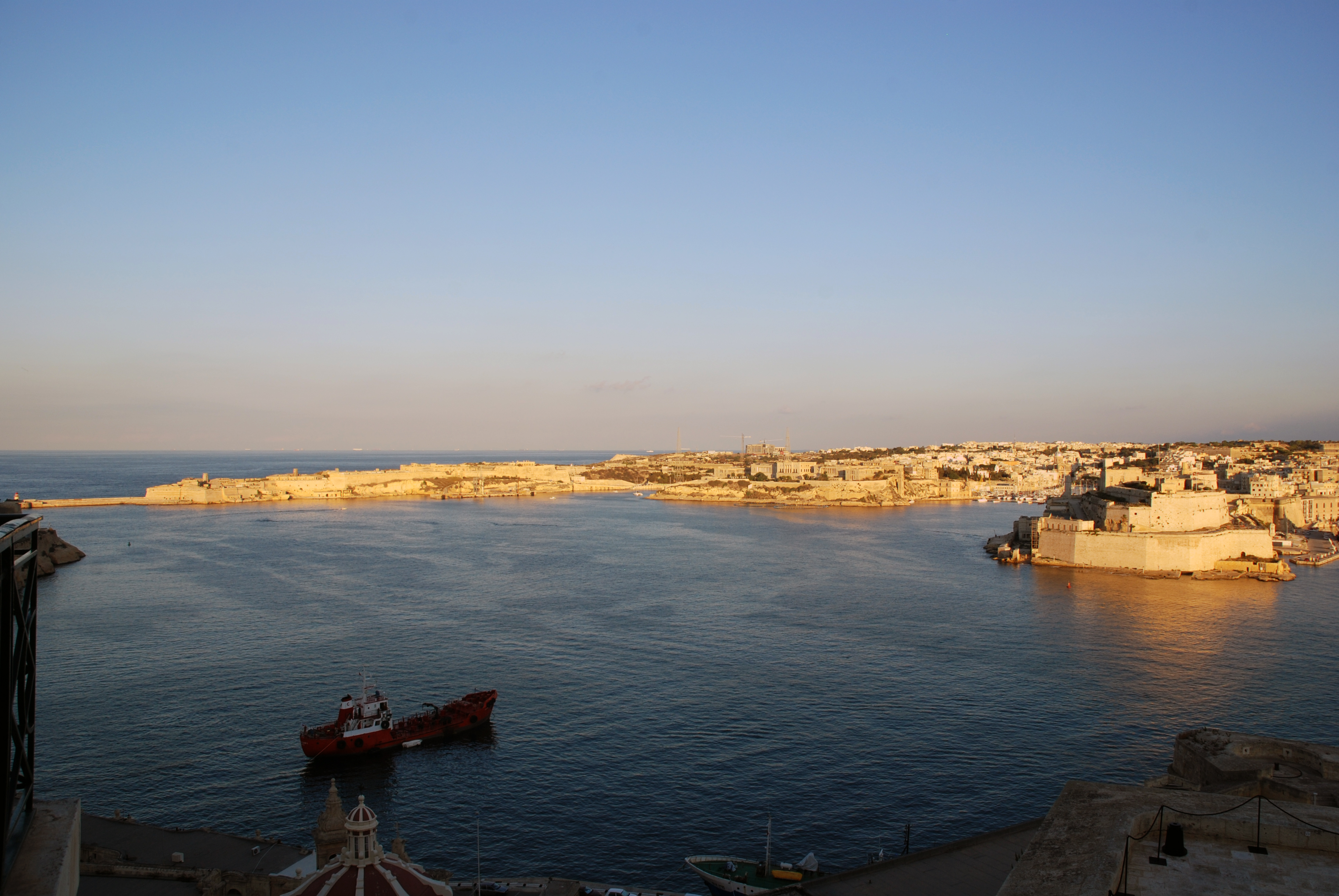
Přístav Grand Harbour

Lidé obývali Maltu již v době kamenné, v období přibližně 5200 př. n. l. na ostrov přicházejí lovci a zemědělci ze Sicílie. Pozůstatky neolitického osídlení byly objeveny jak v otevřených oblastech, tak v jeskyních, jako je Ghar Dalam. V období kolem roku 3500 př. n. l. vznikají na Maltě monumentální megalitické stavby. Některé megalitické chrámy jako Hagar Qim a Mnajdra patří k nejstarším existujícím, volně stojícím stavbám na světě. V období asi od 2500 do 2000 př. n. l. nebyl ostrov Malta obydlen. Existence i náhlý zánik původního obyvatelstva zůstávají dodnes nevysvětleny; mimo archeologické pozůstatky chrámů a nálezy zbytků po osídlení se o těchto událostech nedochovaly žádné mytické báje.
Maltu postupně ovládali Féničané, Kartaginci, Římané, Byzantinci a Arabové před tím, než byla obsazena Sicilským hrabstvím v roce 1091. Ostrov se pak stal součástí Sicilského království. V roce 1530 se Malta stala sídlem řádu Maltézských rytířů, kteří zde postavili řadu fortifikačních staveb.Tyto stavby sehrály klíčovou roli během Velkého obležení Malty, které trvalo od 18. května do 8. září 1565. Rytíři řádu se přitom dokázali ubránit mnohonásobné přesile vojska Osmanské říše a udrželi si maltské souostroví na dalších 233 let.
Po krátké období 1798–1800 ovládali Maltu Francouzi pod Napoleonovým vedením, ale v roce 1800 získávají Maltu Britové. Zpočátku byla formálně britským protektorátem, od roku 1813 pak britskou kolonií dalších 150 let. Malta získala nezávislost v roce 1964 a o deset let později byla pojmenována Maltskou republikou. Malta se připojila k Evropské unii v roce 2004 a roku 2008 přijala euro jako měnovou jednotku.

## Geografie
Malta je největší ostrov Maltského souostroví, ležící v centrální oblastí Středozemního moře, přibližně 80 km jižně od italského ostrova Sicílie, od něhož je oddělena Maltskou úžinou. Malta se nachází na východ od svých sesterských ostrovů Gozo a Comino. Geologicky je součástí Maltské plošiny, mělkého šelfu mezi Sicílií a severní Afrikou, který byl vyzdvižen k hladině moře po poslední době ledové. Malta tak leží na rozhraní Eurasijské a Africké tektonické desky.

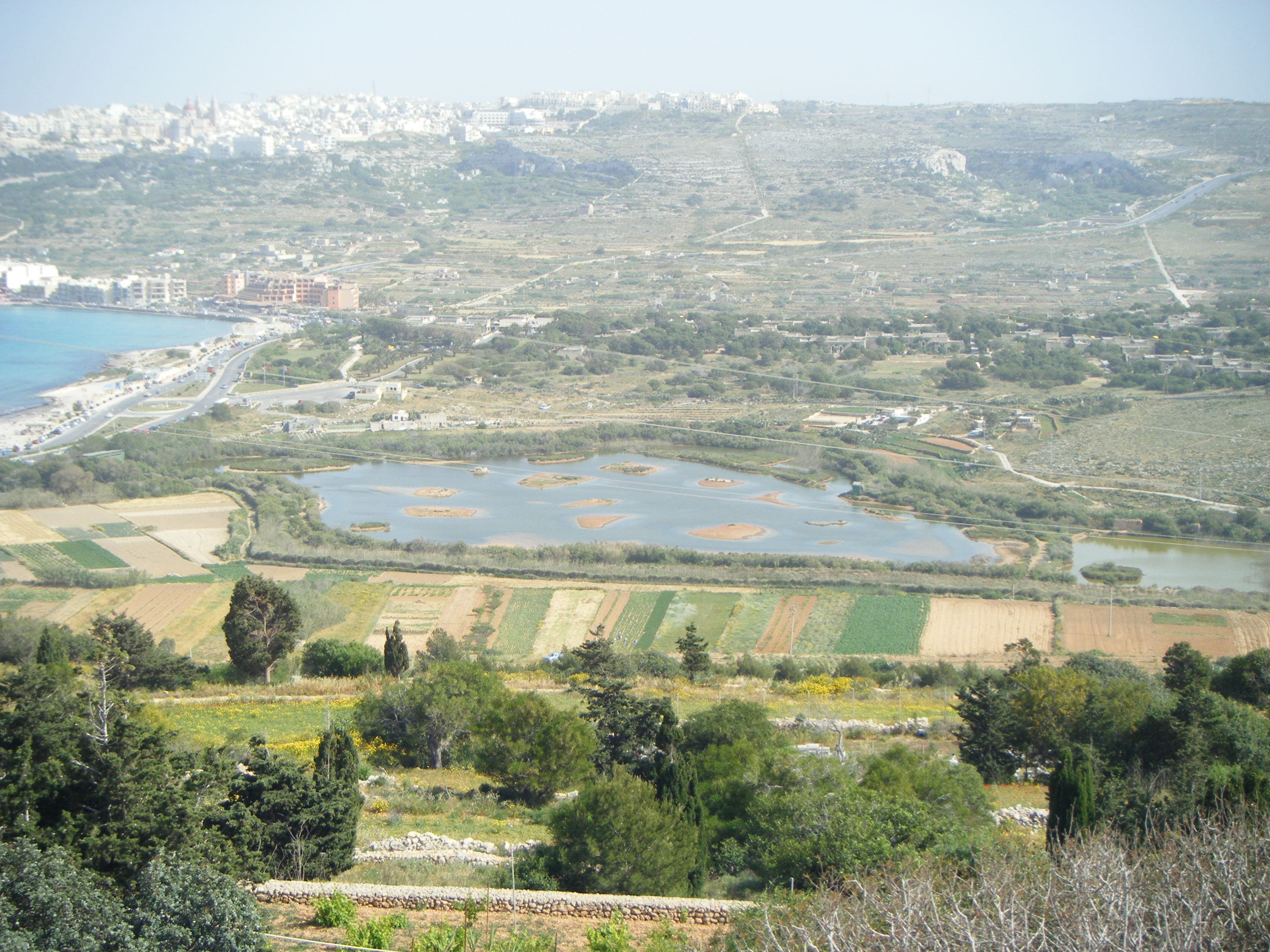
Typická krajina na Maltě

Pobřeží Malty je značně členité s množstvím zálivů a zátok, tvořící ideální podmínky pro budování kvalitních přístavů. Krajina je většinou pokryta nízkými kopci s terasovitými políčky. Nejvyšším místem Malty je hora Ta 'Dmejrek. Její nadmořská výška je 253 m a leží v blízkosti města Dingli. Na Maltě nejsou žádné trvalé řeky nebo jezera, přestože v dobách silných dešťových srážek přechodně vznikají. Nicméně některé vodní zdroje poskytují jisté množství sladké vody po celý rok, například Ras ir-Raheb blízko Baħrije.

## Klima
Malta má subtropické – středomořské podnebí s velmi mírnými zimami a teplými až horkými léty. Déšť se vyskytuje hlavně v zimě, léta jsou obecně značně suchá.
Průměrná roční teplota vzduchu se pohybuje kolem 23 °C během dne a 16 °C v noci. Průměrná roční teplota moře je 20 °C (nejvyšší na evropském kontinentu), od 15 °C v únoru po 26 °C v srpnu. V 6 měsících - od června do listopadu - překračuje průměrná teplota moře 20 °C.
Doba trvání slunečního svitu je ročně celkem kolem 3 000 hodin za rok (jeden z nejvyšších výsledků v Evropě), od průměrně 5 hodin slunečního svitu denně v prosinci k průměru přes 12 hodin v červenci.

## Hospodářství
Ostrov Malta významně přispívá k celkové ekonomice Maltské republiky, která je sama o sobě klasifikována jako vyspělá. Až do roku 1800 záviselo hospodářství Malty na bavlně, tabáku a výrobě lodí. Poté co přešel ostrov pod britskou kontrolu, vzrostl význam maltských loděnic pro podporu Královského námořnictva, zvláště během Krymské války roku 1854. Maltské hospodářství také posílilo po otevření Suezského průplavu v roce 1869, kdy došlo k masivnímu nárůstu civilní lodní dopravy v této oblasti a mnoho lodí se zastavovalo v maltských docích pro doplňování paliva. Ke konci 19. století začala ekonomika klesat, až v roce 1940 došlo k poměrně vážné krizi. Jedním z faktorů byla konstrukce nových typů obchodních lodí, které nebyly nuceny tak často tankovat palivo. Ekonomika opět posílila po 2. světové válce, když byla v základech přestavěna.
V současné době jsou hlavními ekonomickými zdroji vápenec, příznivá geografická poloha a výkonná pracovní síla. Malta produkuje pouze asi 20 % spotřebovávaných potravin, má omezené zásoby pitné vody z důvodu sucha v létě a nemá ani žádné domácí zdroje energie kromě potenciálu pro využití sluneční energie. Ekonomika je proto závislá na zahraničním obchodu, zpracovatelském průmyslu (zejména elektronika a textil) a cestovním ruchu.
Navzdory své malé velikosti ostrov stále často přitahuje filmové producenty z celého světa a to je nejlepší známkou důvěry, kterou tato malá země může dostat od zahraničních partnerů. První film byl natočen na Maltě v roce 1925 pod jménem Synové moře. Od té doby vzniklo více než 100 dalších filmů, které byly částečně nebo kompletně natočeny na Maltě.
V rámci příprav Malty na vstup do Evropské unie byly privatizovány některé státem kontrolované firmy a liberalizovány trhy. Například v roce 2007 prodala vláda svůj 40% podíl v Maltské poště. Do roku 2010 byly privatizovány telekomunikace, poštovní služby, loděnice a firmy na stavbu lodí.